# Liste der Nummer-eins-Hits in den Niederlanden (1974)
Diese Liste enthält alle Nummer-eins-Hits in den Niederlanden im Jahr 1974. Es gab in diesem Jahr 14 Nummer-eins-Singles und elf Nummer-eins-Alben.
| Singles | Alben |
| --- | --- |
| - Gerard Cox – ’t Is weer voorbij die mooie zomer - 5 Wochen (15. Dezember 1973 – 18. Januar 1974) - Three Degrees – Dirty Ol’ Man - 3 Wochen (19. Januar – 8. Februar) - Vader Abraham & Boer Koekoek – Den Uyl is in den olie - 2 Wochen (9. Februar – 22. Februar) - Mud – Dyna-mite - 5 Wochen (23. Februar – 29. März) - Mud – Tiger Feet - 3 Wochen (30. März – 19. April) - The Cats – Be My Day - 6 Wochen (20. April – 31. Mai) - Ivan Heylen – De wilde boerndochtere - 4 Wochen (1. Juni – 28. Juni) - The Rubettes – Sugar Baby Love - 7 Wochen (29. Juni – 16. August) - George McCrae – Rock Your Baby - 7 Wochen (17. August – 4. Oktober) - 10cc – The Wall Street Shuffle - 1 Woche (5. Oktober – 11. Oktober) - Carl Douglas – Kung Fu Fighting - 6 Wochen (12. Oktober – 22. November) - George Baker Selection – Sing a Song of Love - 3 Wochen (23. November – 13. Dezember) - Leo Sayer – Long Tall Glasses - 1 Woche (14. Dezember – 20. Dezember) - Mud – Lonely This Christmas - 2 Wochen (21. Dezember 1974 – 10. Januar 1975) | - Gerard Cox – De beste van Gerard Cox - 2 Wochen (29. Dezember 1973 – 11. Januar 1974) - Wim Kan – Oudejaarsavond 1973 - 7 Wochen (12. Januar – 1. März) - André Moss – Ella - 1 Woche (2. März – 8. März) - The Carpenters – The Singles 1969 – 1973 - 5 Wochen (2. März – 5. April) - Wim Sonneveld – Willem Duys' muziekmozaïek - 3 Wochen (6. April – 26. April) - Jesus Christ Superstar (A Rock Opera) - 5 Wochen (27. April – 31. Mai) - The Cats – Love In Your Eyes - 4 Wochen (1. Juni – 28. Juni) - Robert Long – Vroeger of later - 10 Wochen (29. Juni – 6. September, insgesamt 14 Wochen; → 1975) - George McCrae – Rock Your Baby - 9 Wochen (7. September – 8. November) - Elvis Presley – Elvis Forever – 32 Hits - 5 Wochen (9. November – 13. Dezember) - George Baker Selection – 5 jaar hits - 4 Wochen (14. Dezember 1974 – 10. Januar 1975) |